# 水豐站
水豐站（韓語：수풍역）是朝鮮民主主義人民共和國平安北道朔州郡水丰劳动者区的一個鐵路車站，属于水豐線。

## 邻近车站
水豐線
富丰站 - 水豐站